# United States Cup
Az U.S. Cup (ismert még USA Cup-ként, United States Cup-ként és Nike U.S. Cup-ként is) egy labdarúgókupa volt, melyet évenként rendeztek meg az Egyesült Államokban 1991 és 2000 között, kivéve a világbajnokság éveit, 1994-et és 1998-at. A kupa rendezője az Amerikai labdarúgó-szövetség volt, ahol a házigazda Egyesült Államok mellett három vendég csapat versengett.
A kupát a amerikai labdarúgócsapat felkészülése és a sport USA-beli népszerűsítése érdekében hozták létre. Eredetileg U.S. Cup-ként volt ismert, a név Nike U.S. Cup-ra változott, miután a Nike, Inc. aláírt 1997 októberében egy tízéves 120 millió dolláros szerződést az USSF-fel, hogy támogatója lesz az amerikai válogatottaknak. A szerződés része volt, hogy az USSF a Nike U.S. Cup nevet adta a férfi tornának.
1995-ben az USSF elindította női tornát is, amit minden évben megrendeztek - beleértve 1998-at is - egészen 1999-ig.

## Lebonyolítása
A kupát hagyományosan körmérkőzések formájában bonyolították le a négy részt vevő nemzet között.
Az 1999-es kiírása a férfi tornának egyenes kiesési rendszerben zajlott. Az első forduló volt az elődöntő. Az elődöntők vesztesei a harmadik helyért játszottak, a győztesek a döntőben.

## Bajnokok listája

### Férfi tornák
| Év             | Győztes          | Ezüstérmes       | Bronzérmes       | 4. helyezett            |
| -------------- | ---------------- | ---------------- | ---------------- | ----------------------- |
| 1992 Részletek | Egyesült Államok | Olaszország      | Írország         | Portugália              |
| 1993 Részletek | Németország      | Brazília         | Egyesült Államok | Anglia                  |
| 1995 Részletek | Egyesült Államok | Kolumbia         | Mexikó           | Nigéria                 |
| 1996 Részletek | Mexikó           | Írország         | Egyesült Államok | Bolívia                 |
| 1997 Részletek | Mexikó           | Dánia            | Peru             | Egyesült Államok        |
| 1999 Részletek | Mexikó           | Egyesült Államok | Guatemala        | Bolívia                 |
| 2000 Részletek | Egyesült Államok | Írország         | Mexikó           | Dél-afrikai Köztársaság |

### Női tornák
| Év   | Győztes          | Ezüstérmes  | Bronzérmes  | 4. helyezett |
| ---- | ---------------- | ----------- | ----------- | ------------ |
| 1995 | Egyesült Államok | Norvégia    | Ausztrália  | Tajvan       |
| 1996 | Egyesült Államok | Kína        | Japán       | Kanada       |
| 1997 | Egyesült Államok | Olaszország | Ausztrália  | Kanada       |
| 1998 | Egyesült Államok | Brazília    | Oroszország | Mexikó       |
| 1999 | Egyesült Államok | Brazília    | Finnország  | Dél-Korea    |

## Győzelmek országonként

### Férfi tornák
- Egyesült Államok és  Mexikó 3 alkalommal
- Németország 1 alkalommal

### Női tornák
- Egyesült Államok 5 alkalommal

## Külső hivatkozások
- Férfi US Cup az RSSSF-en
- Női US Cup az RSSSF-en